# Eleocharis starczenkoae
Eleocharis starczenkoae är en halvgräsart som beskrevs av Andrey Evgenievich Kozhevnikov. Eleocharis starczenkoae ingår i släktet småsäv, och familjen halvgräs. Inga underarter finns listade i Catalogue of Life.